# Carnide (metropolitana di Lisbona)
Carnide è una stazione della linea Blu della metropolitana di Lisbona.
La stazione è stata inaugurata nel 1997.

## Interscambi
Nelle vicinanze della stazione effettuano fermata alcune linee automobilistiche urbane e interurbane, gestite da Carris e Rodoviária de Lisboa.
- Fermata autobus